# Trecenta
Trecenta é uma comuna italiana da região do Vêneto, província de Rovigo, com cerca de 3.147 habitantes. Estende-se por uma área de 35 km², tendo uma densidade populacional de 90 hab/km². Faz fronteira com Badia Polesine, Bagnolo di Po, Canda, Ceneselli, Giacciano con Baruchella, Salara.

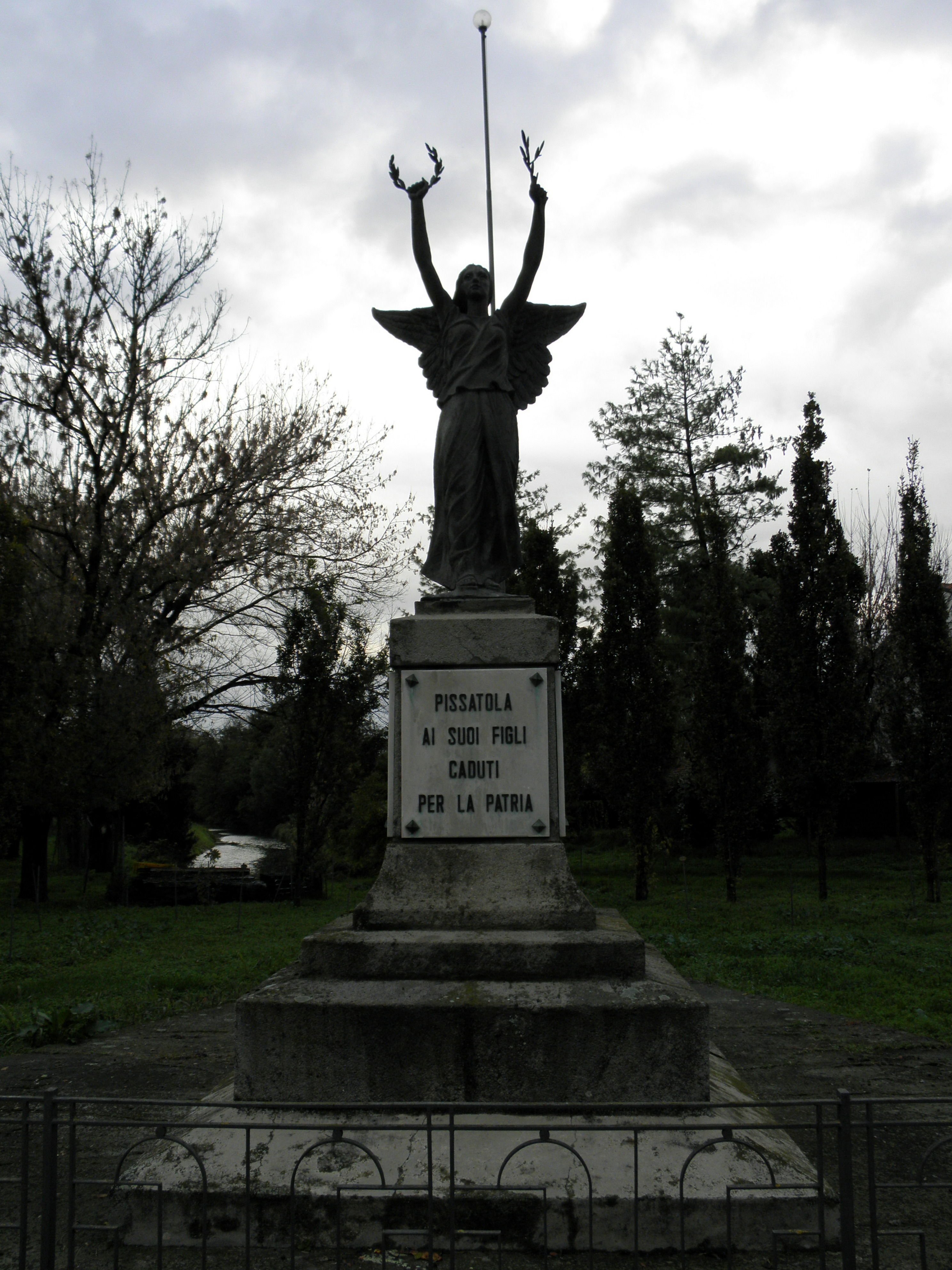
Monumento ai caduti (Pissatola, Trecenta)

## Demografia
| Variação demográfica do município entre 1861 e 2011                               |
|                                                                                   |
| Fonte: Istituto Nazionale di Statistica (ISTAT) - Elaboração gráfica da Wikipedia |